# Yan Ji
Yan Ji (chiń. 閻姬; zm. 126) – znana również jako cesarzowa Ansi (安思皇后, dosłownnie łagodna i przemyślna cesarzowa). Żona cesarza Chin An (106 - 125). 

## Pochodzenie i małżeństwo
Ojcem Yan Ji był Yan Chang, syn wysokiego urzędnika za czasów cesarza Minga (57 - 75), Yan Zhanga, którego dwie siostry zostały cesarskimi konkubinami i którego opisywano jako odpowiedzialnego i zdolnego człowieka, chociaż jego wyniesienie było powstrzymywane przez cesarza, który nie tolerował nepotyzmu.
Młoda Ji była opisywana jako inteligentna i piękna dziewczyna, więc kiedy w 107 roku została wybrana na konkubinę cesarza An, który miał wówczas trzynaście lat, szybko została jego ukochaną żoną, a w rok później cesarzową, mimo jej piekielnej zazdrości – wiadomo było, że otruła konkubinę Li, która w tym samym roku urodziła cesarzowi syna, księcia Liu Bao

## Cesarzowa
Przez większość swojego panowania cesarz An znajdował się w cieniu regentki wielkiej cesarzowej wdowy Deng Sui, która zmarła w 121 roku. Młody cesarz wykorzystując swój autorytet usunął większość swoich zaufanych ludzi w tym krewnych cesarzowej wdowy i zastąpił ich braćmi cesarzowej Yan - Yan Xianem, Yan Jingiem, Yan Yao i Yan Yanem. Wpływ samej cesarzowej na męża był ogromny – w 124 roku fałszywie oskarżyła dziewięcioletniego księcia Liu Bao mianowanego następcą tronu i jedynego syna cesarza An o niepopełnione zbrodnie i ten odebrał synowi tytuł następcy tronu i nadał mu księstwo Jiyin.

## Cesarzowa wdowa
W 125 roku cesarz An zmarł nieoczekiwanie w czasie podróży do Wancheng, a będąca z nim cesarzowa nie ogłosiła natychmiastowo jego śmierci lecz razem z braćmi i potężnymi eunuchami Jiangiem Jingiem i Fan Fengiem zaczęli szukać alternatywnego następcy tronu. Wybrali młodego kuzyna cesarza An, Liu Yi, markiza Beixiang i Yi, którego postanowili uczynić cesarzem ponieważ był młody i łatwo byłoby nim kierować.
Ród Yan razem z Jiangiem Jingiem szybko przejął władzę i oskarżył kilku z najbardziej zaufanych osób w otoczeniu zmarłego cesarza – jego wuja Geng Bao, mamkę Wang Sheng i eunucha Fan o różne zbrodnie. Fan został ścięty, a Geng Bao i Wang zostali wygnani ze stolicy wraz z rodzinami. Przekonani o swojej potędze natrafili na problem – ciężką chorobę młodego cesarza.
Eunuch Sun Cheng, wierząc, że książę Liu Bao będzie lepszym cesarzem zawiązał spisek z eunuchem młodego księcia i większością eunuchów pałacowych by przywrócić władzę chłopcu. Kiedy w tym samym roku mały cesarz zmarł, cesarzowa i jej sojusznicy nie ogłosili jego śmierci. W kilka dni później Sun i osiemnastu innych eunuchów zaatakowało pałac i zabiwszy Jianga i jego służących przywitali księcia Liu Bao w pałacu i ogłosili go cesarzem pod imieniem Shun (125 - 144). Wojska cesarza ruszyły na żałośnie małe siły cesarzowej wdowy i pokonawszy je wzięli do niewoli cesarzową i jej braci. Ród Yan został stracony gdy cesarzowa dotarła do pałacu.
Niektórzy z wysokich urzędników doradzało cesarzowi Shunowi uwięzienie cesarzowej wdowy Yan i odebranie jej tytułu. Cesarz odrzucił ten pomysł i traktował macochę ze wszystkimi honorami i szacunkiem należnymi cesarzowej wdowie. Jednakie na skutek strachu i opłakiwania rodziny cesarzowa wdowa zmarła na początku 126 i została pochowana ze swoim mężem cesarzem An.